# Tour de France en Dordogne
Pour un article plus général, voir Histoire du Tour de France.
La page Tour de France en Dordogne relate l'histoire de la course cycliste française par étapes du Tour de France passée par le département de la Dordogne.
De 1952 à 2017, la Grande Boucle a traversé — ne serait-ce que brièvement — le département lors de 25 éditions ; dix étapes y ont connu un départ et/ou une arrivée,.

## Histoire

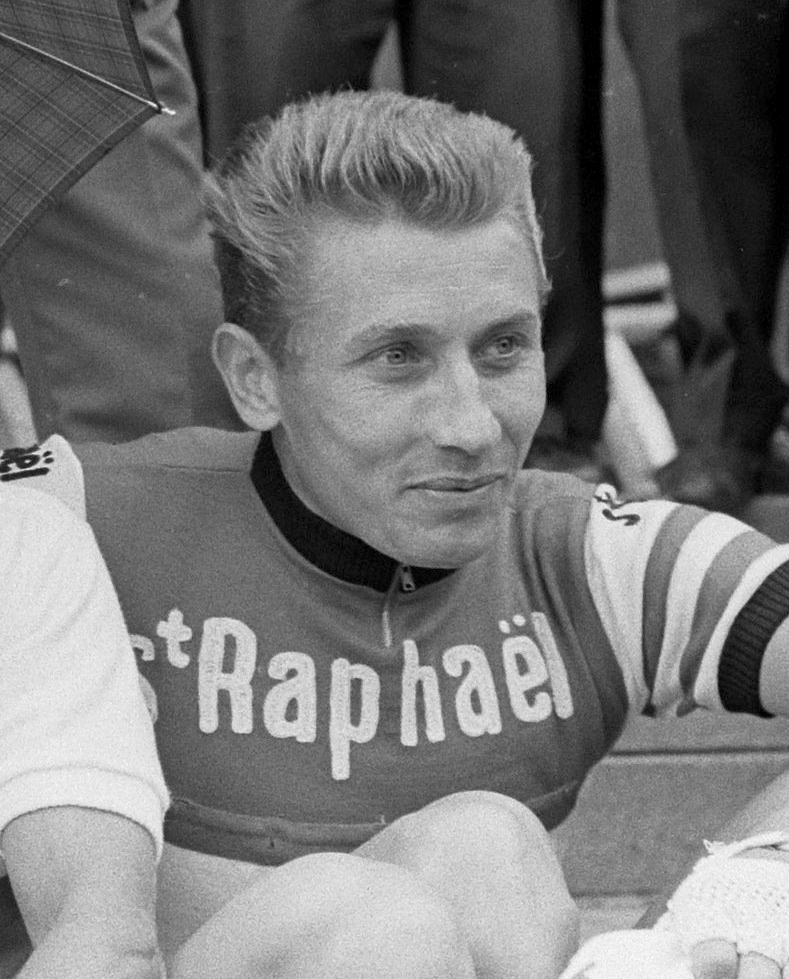
Jacques Anquetil en 1963.

Le 16 juillet 1952, la 39e édition du Tour passe pour la première fois en Périgord, lors de la 20e étape Bordeaux - Limoges. Les coureurs traversent successivement les communes de Ménesplet, Montpon, Mussidan, Périgueux et Thiviers, pendant 117 km. Alors que le Tour de France passe pour la première fois dans le département de la Dordogne, la victoire revient à un « régional de l'étape » : Jacques Vivier, originaire de Sainte-Croix-de-Mareuil. Il a alors expliqué : « Je savais où il fallait attaquer pour gagner l'étape ».
Le 28 juillet 1955, entre Bordeaux et Poitiers, la 20e étape de la 42e édition fait une courte incursion dans le nord-ouest du département par La Roche-Chalais et Parcoul.
Le 19 juillet 1957, l'avant-dernière étape de la 44e édition, reliant Libourne à Tours, passe par ces deux mêmes communes.
Le 4 juillet 1960, le tracé de la 9e étape du Tour, reliant Limoges à Bordeaux, emprunte la campagne périgourdine en passant par Firbeix, Saint-Pardoux-la-Rivière, Brantôme, Ribérac et La Roche-Chalais, où les coureurs se ravitaillent.
Le 14 juillet 1961, la 19e étape de la 48e édition se dispute en contre-la-montre individuel ; reliant pour la première fois Bergerac et Périgueux, elle est remportée par Jacques Anquetil qui a le maillot jaune depuis la deuxième étape, et qui deviendra le vainqueur du Tour le 16 juillet. Le lendemain, la 20e étape entre Périgueux et Tours est la plus longue de cette édition (309,5 km).
Le 30 juin 1963, entre Limoges et Bordeaux, la 8e étape de la 50e édition passe par Angoisse, Lanouaille, Coulaures, Sarliac-sur-l'Isle, Périgueux, Mussidan, Montpon-Ménestérol et Villefranche-de-Lonchat.
Le 11 juillet 1964 reste une date marquante de l'histoire du Tour de France. À Port-de-Couze, lors de la 19e étape de cette 51e édition reliant Bordeaux et Brive-la-Gaillarde (215,5 km), un camion-citerne assurant le ravitaillement des véhicules de la gendarmerie entre en collision avec le parapet du pont qui enjambe le canal de Lalinde, entraînant alors quarante personnes dans l'eau. Parmi elles, neuf, dont trois enfants, y trouvent la mort et treize sont blessées,.
Le 20 juillet 1967, la 19e étape de la 54e édition relie Bordeaux et Limoges en passant par La Roche-Chalais, Ribérac, Tocane-Saint-Apre, Lisle, Brantôme et Nontron.

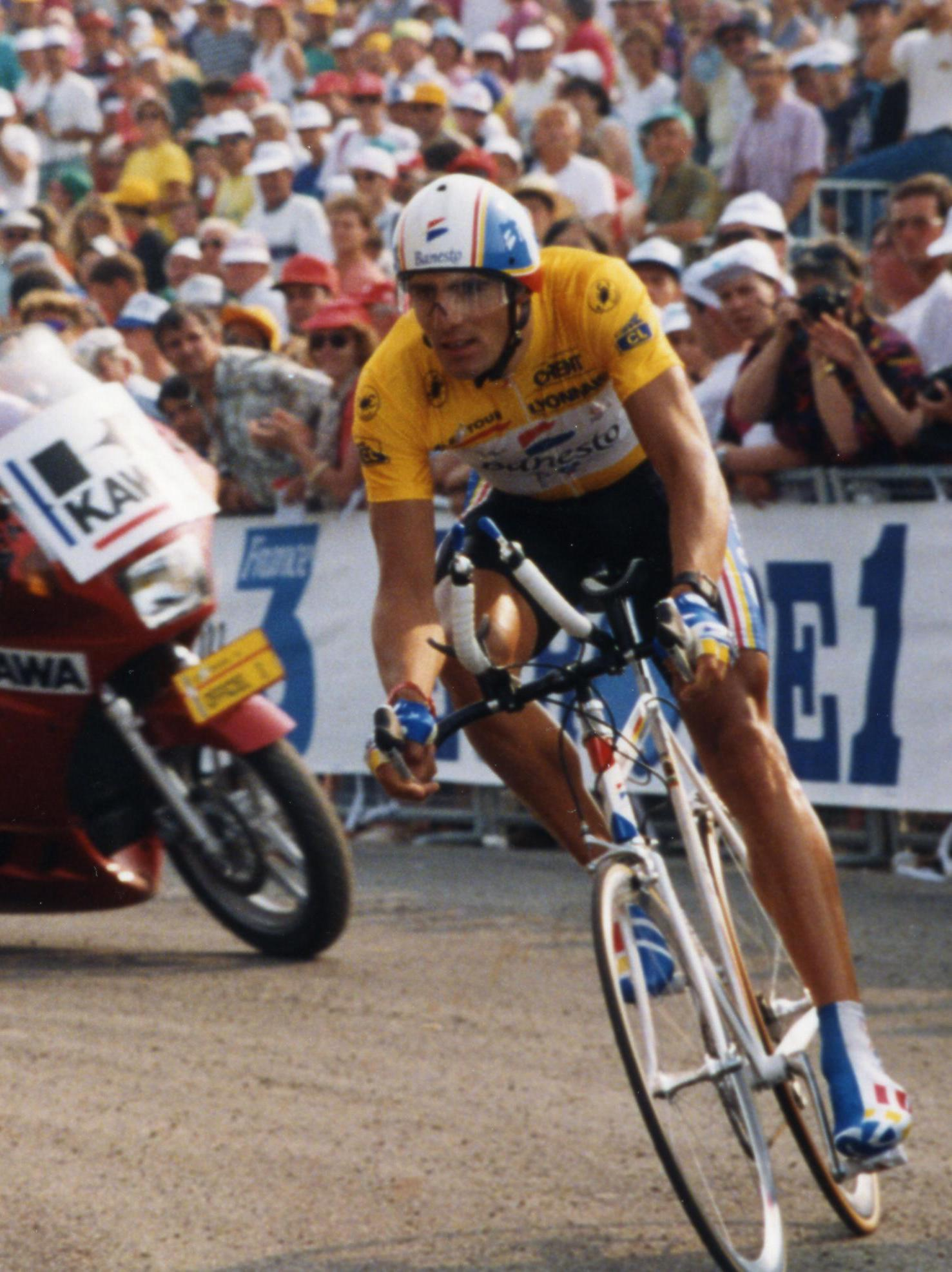
Miguel Indurain en 1993.

Le 17 juillet 1969, 110 km sont parcourus dans le département : la 19e étape de cette 56e édition, reliant Libourne et Brive-la-Gaillarde, traverse les communes de Lamothe-Montravel, Vélines, Prigonrieux, Bergerac, Sainte-Alvère, Le Bugue, Les Eyzies et Chavagnac.
Le 16 juillet 1971, la 18e étape de la 58e édition relie Bordeaux à Poitiers : les coureurs passent à La Roche-Chalais et Parcoul, tout comme en 1955 et 1957.
Le 19 juillet 1973, la 17e étape de la 60e édition relie Sainte-Foy-la-Grande et Brive-la-Gaillarde en passant la vallée de la Dordogne, traversant Le Fleix, Bergerac, Lalinde, Pezuls, Le Bugue, Saint-Cyprien, Sarlat, Calviac-en-Périgord, Rouffillac et Cazoulès.
Le 4 juillet 1975, entre Angoulême et Bordeaux, le tour passe lors de la 8e étape pour la quatrième fois par La Roche-Chalais et Parcoul.
Le 15 juillet 1976, la 19e étape de la 63e édition relie Sainte-Foy-la-Grande et Tulle, longeant la vallée de la Dordogne dans le département sur 130 kilomètres.
Le 7 juillet 1977, lors de la 6e étape entre Bordeaux et Limoges, les coureurs traversent l'ouest puis le nord du département, par Saint-Barthélemy-de-Bellegarde, Échourgnac, Ribérac, Verteillac, Mareuil, Nontron  et la Chapelle Verlaine (en limite des communes d'Abjat-sur-Bandiat et Saint-Saud-Lacoussière).
Le 7 juillet 1978, la Dordogne voit passer la 8e étape de la 65e édition du Tour ; ce contre-la-montre de 59 km, dont une vingtaine dans le département, relie Saint-Émilion à Sainte-Foy-la-Grande, passant par Villefranche-de-Lonchat, Saint-Méard-de-Gurçon, Fougueyrolles et Port-Sainte-Foy,.
Le 19 juillet 1985, la 20e étape de la 72e édition relie Montpon-Ménestérol et Limoges, sur le même trajet qu'en 1977.
Le 12 juillet 1987, les coureurs de cette 74e édition passent dans le Sarladais puis longent la Dordogne lors de la 12e étape, de Brive-la-Gaillarde à Bordeaux, passant par Chavagnac, Paulin, Salignac-Eyvignes, Sarlat, Saint-Cyprien, Le Bugue, Pezuls, Lalinde, Bergerac, Saint-Antoine-de-Breuilh et Lamothe-Montravel.
Le 20 juillet 1988, lors de la 18e étape entre Ruelle-sur-Touvre et Limoges, le Tour fait une brève incursion de dix kilomètres dans le Nontronnais sur la commune de Busserolles.
Le 20 juillet 1990, la 19e étape relie Castillon-la-Bataille et Limoges, passant par Villefranche-de-Lonchat, Montpon-Ménestérol, Échourgnac, Ribérac, Tocane-Saint-Apre, Brantôme, Champagnac-de-Belair, Quinsac, Saint-Pardoux-la-Rivière et la Chapelle Verlaine.
Le 10 juillet 1994, entre Poitiers et Trélissac, la 8e étape de cette 81e édition est remportée par le Danois Bo Hamburger, et le Belge Johan Museeuw conserve son maillot jaune,. Le lendemain, Miguel Indurain, vainqueur du contre-la-montre entre Périgueux et Bergerac (64 km), roulant à 50,5 km/h de moyenne, prend le maillot jaune qu'il conserve jusqu'au final sur les Champs-Élysées. Le jour suivant, le 12 juillet, l'étape relie Bergerac et Cahors. Cette année-là, le record du nombre de jours passés dans le département lors d'étapes du Tour de France se monte à trois.
Le 21 juillet 1995, la 18e étape relie une nouvelle fois les villes de Montpon-Ménestérol et Limoges via Échourgnac, Ribérac, Mareuil et Nontron.
Le 19 juillet 1998, entre Brive-la-Gaillarde et Montauban, la 18e étape fait une incursion en Périgord noir par Salignac-Eyvigues, Sarlat, Cénac et la côte de Saint-Martial-de-Nabirat.
Le 8 juillet 2000, la 8e étape de la 87e édition relie Limoges à Villeneuve-sur-Lot ; elle passe en Dordogne, par Angoisse, Lanouaille, Hautefort, La Bachellerie, le Moustier, Le Bugue, Le Buisson-de-Cadouin et Beaumont.

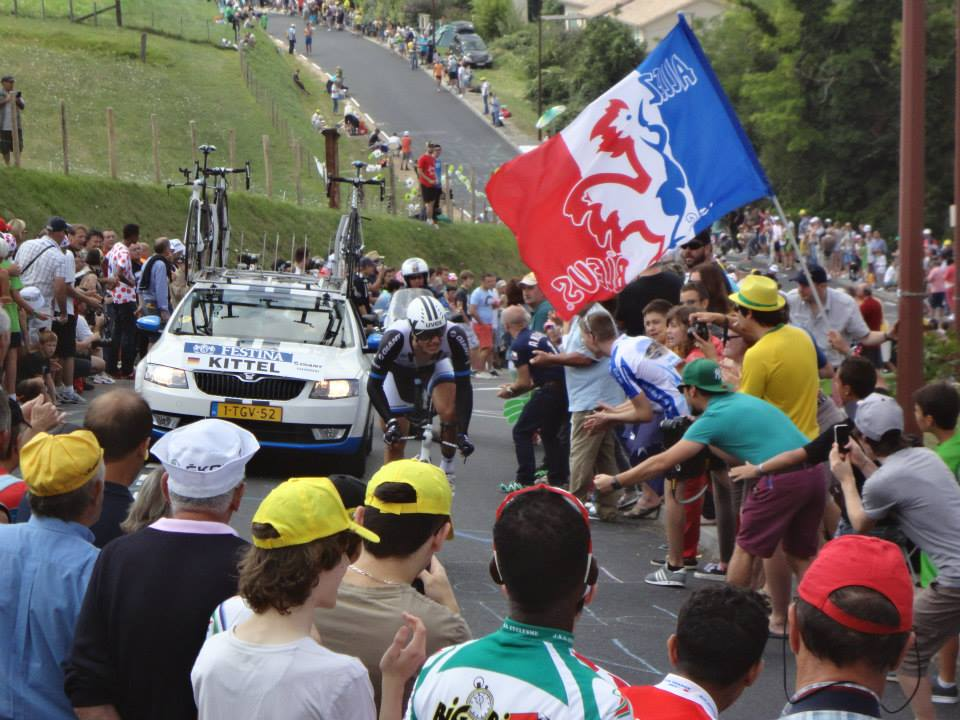
Marcel Kittel dans la côte de Coulounieix lors de la du Tour 2014.

Le 27 juillet 2007, Saint-Martial-de-Nabirat, Saint-Cyprien, Le Bugue, Périgueux et Mareuil sont sur le tracé de la 18e étape entre Cahors et Angoulême de la 94e édition du Tour.
Le 25 juillet 2014, la 101e édition du Tour de France arrive en Dordogne : la 19e étape relie Maubourguet et Bergerac via Eymet, Fonroque et Monbazillac. Elle est remportée sous la pluie par le Lituanien Ramūnas Navardauskas. Bergerac est le lendemain la ville de départ de la 20e et avant-dernière étape, un contre-la-montre jusqu'à Périgueux remporté par l'Allemand Tony Martin. Lors des deux journées, c'est l'Italien Vincenzo Nibali qui a le maillot jaune depuis la deuxième étape, et qui deviendra le vainqueur du Tour le 27 juillet.
En 2017, pour la 104e édition, une journée de repos se tient le 10 juillet dans le département, les différentes équipes logeant soit à Périgueux ou à proximité (Annesse-et-Beaulieu, Antonne-et-Trigonant, Boulazac, Chancelade et Trélissac), soit nettement plus loin (Bergerac, Le Buisson-de-Cadouin, Monestier, Saint-Julien-de-Crempse et Trémolat). La 10e étape relie le 11 juillet Périgueux à Bergerac via Saint-Pierre-de-Chignac, Thenon, Montignac, Les Eyzies-de-Tayac-Sireuil, Sarlat-la-Canéda, La Roque-Gageac, Beynac-et-Cazenac, Saint-Cyprien, Le Buisson-de-Cadouin et Lalinde ; la victoire se joue au sprint et revient au porteur du maillot vert, l'Allemand Marcel Kittel, qui a déjà gagné trois autres étapes ; le Britannique Christopher Froome — futur vainqueur de cette édition — conserve son maillot jaune. Le départ de la 11e étape est donné le 12 juillet à Eymet pour se rendre à Pau où Marcel Kittel signe sa cinquième victoire.
En 2023, les épreuves masculine et féminine doivent passer dans le département : pour les hommes, un passage par La Roche-Chalais, Saint Aulaye-Puymangou, Saint Privat en Périgord, Vanxains, Ribérac, Saint-Méard-de-Drône, Tocane-Saint-Apre, Lisle, Bourdeilles, Valeuil, Brantôme en Périgord, Champagnac-de-Belair, Quinsac, Saint-Front-la-Rivière, Saint-Pardoux-la-Rivière, Champs-Romain, Abjat-sur-Bandiat et Mialet, lors de la huitième étape Libourne-Limoges le 8 juillet, et troisième étape féminine partant le 25 juillet de Collonges-la-Rouge et se concluant à Montignac-Lascaux, après être passée par Coubjours, Teillots, Cherveix-Cubas, Hautefort, Badefols-d'Ans, Beauregard-de-Terrasson, Le Lardin-Saint-Lazare et Condat-sur-Vézère. La victoire d'étape à Montignac-Lascaux revient à la néerlandaise Lorena Wiebes.